# 具島兼三郎
具島 兼三郎（ぐしま かねさぶろう、1905年11月5日 - 2004年11月12日）は日本の国際政治学者。

## 経歴
1905年福岡生まれ。1928年に九州帝国大学法文学部を卒業後、1935年に『ファシズム論』を唯物論全書の一冊として共著で刊行した。
その後、南満州鉄道に入り、調査部で各種調査に従事。独ソ戦序盤、ナチスドイツが圧倒する戦局の中、石油供給量の緻密な分析を通して、ドイツ不利の予測を立てた。そこでの研究内容は軍部に批判的とされ、満鉄調査部事件で逮捕された。
戦後は九州大学教授や長崎大学学長、長崎総合科学大学長崎平和文化研究所所長などをつとめた。

## 研究内容・業績
- 特にファシズム論やアジア問題についての研究がある。

## 主な著書
- 『ファシズム国家論』千倉書房、1933年
- 『ファシズム論』 唯物論全書、1935年
- 『世界政治と支那事変』白揚社、1940年
- 『中日戦争と国際情勢』 実業之日本社、1948年
- 『アジアの変貌』 時論社、1948年
- 『ファッシズム独裁と労働統制―協調組合国家の研究』 大雅堂、1949年
- 『ファシズム』 （岩波新書）、岩波書店、1949年
- 『激変するアジア』 (岩波新書）、岩波書店、1953年
- 『現代の植民地主義』 (岩波新書)、岩波書店、1958年
- 『現代の国際政治』 、1965年
- 『反安保の論理』 (三一新書)、三一書房、1969年
- 『東アジアの国際政治―戦前・戦後の構造と展開(評論社の教養叢書〈24〉）』 評論社、1971年
- 『近代日本外交小史―日本外交の足跡と展望(評論社の教養叢書〈31〉）』 評論社、1972年
- 『現代のファシズム』 (青木新書)、青木書店、1972年
- 『現代国際政治史―冷戦構造の発展と崩壊(評論社の教養叢書〈34〉）』 評論社、1974年
- 『幕末外交史余話―エピソードが照らす史実の側面(評論社の教養叢書〈38〉）』 評論社、1974年
- 『核廃絶か破滅か―被爆30年広島国際フォーラムの記録(市民の学術双書)』 時事通信社、1976年
- 『どん底のたたかい―わたしの満鉄時代』  九州大学出版会、1980年、ISBN 4873780195
- 『奔流―わたしの歩いた道』 九州大学出版会、1981年
- 『文明への脱皮―明治初期日本の寸描』 九州大学出版会、1983年
- 『全面核戦争と広島・長崎』 (岩波ブックレット)、岩波書店、1984年、ISBN 9784000049757

### 共著
- 『国際政治 日中戦争と国際的対応』 日本国際政治学会 編、有斐閣、1972年

### 論文集・追悼集
- 『ナショナリズムの政治学的研究―具島兼三郎教授還暦記念論文集』 、1967年
- 『《追想》具島兼三郎: 良心を枉げて易きにつく者は悔いを千載に残す』 『追想具島兼三郎』刊行委員会 編、弦書房、2006年、ISBN 9784902116625